# Tisserin de Weyns
Ploceus weynsi
Espèce
Statut de conservation UICN

 LC  : Préoccupation mineure
Le Tisserin de Weyns (Ploceus weynsi) est une espèce de passereau appartenant à la famille des Ploceidae.